# Jindřich Zedník
Jindřich Zedník (11. prosince 1924 – ?) byl český a československý politik Komunistické strany Československa a poslanec Sněmovny lidu Federálního shromáždění za normalizace.

## Biografie
K roku 1971 se profesně uvádí jako strojní zámečník. Ve volbách roku 1971 zasedl do Sněmovny lidu (volební obvod č. 104 - Kostelec na Hané, Jihomoravský kraj). Ve FS setrval do konce funkčního období, tedy do voleb roku 1976.